# Сена и Уаза

Деп. Сена и Уаза на админ. карте Франции 1968 года

Се́на и Уа́за (фр. Seine-et-Oise) — бывший департамент Франции. Создан в 1790, упразднён в 1968. Центр — Версаль. Площадь департамента составляла 5603 км².
Имел код 78. Разделён на следующие три новых департамента: Эссонна, Валь-д'Уаз и Ивелин; ряд его коммун вошли также в другие департаменты.
В конце XIX — начале XX века в департаменте Сена и Уаза было развито земледелие, овцеводство (порода рамбулье), шерстопрядильное, чулочное производство; были построены фарфоровый завод, чугунолитейный, машиностроительные и химические заводы.